# Palavakkam
Palavakkam là một thị trấn thống kê (census town) của quận Kancheepuram thuộc bang Tamil Nadu, Ấn Độ.

## Nhân khẩu
Theo điều tra dân số năm 2001 của Ấn Độ, Palavakkam có dân số 14.369 người. Phái nam chiếm 51% tổng số dân và phái nữ chiếm 49%. Palavakkam có tỷ lệ 74% biết đọc biết viết, cao hơn tỷ lệ trung bình toàn quốc là 59,5%: tỷ lệ cho phái nam là 78%, và tỷ lệ cho phái nữ là 68%. Tại Palavakkam, 12% dân số nhỏ hơn 6 tuổi.